# Liste der Biografien/Mons
Liste der Biografien |
Portal Biografien |
Personensuche
# |
A |
B |
C |
D |
E |
F |
G |
H |
I |
J |
K |
L |
M |
N |
O |
P |
Q |
R |
S |
T |
U |
V |
W |
X |
Y |
Z |
?
 
Ma |
Mb |
Mc |
Md |
Me |
Mf |
Mg |
Mh |
Mi |
Mj |
Mk |
Ml |
Mm |
Mn |
Mo |
Mp |
Mq |
Mr |
Ms |
Mt |
Mu |
Mv |
Mw |
Mx |
My |
Mz
 
Moa |
Mob |
Moc |
Mod |
Moe |
Mof |
Mog |
Moh |
Moi |
Moj |
Mok |
Mol |
Mom |
Mon |
Moo |
Mop |
Moq |
Mor |
Mos |
Mot |
Mou |
Mov |
Mow |
Mox |
Moy |
Moz
 
Mona |
Monb |
Monc |
Mond |
Mone |
Monf |
Mong |
Monh |
Moni |
Monj |
Monk |
Monl |
Monm |
Monn |
Mono |
Monr |
Mons |
Mont |
Monu |
Monv |
Mony |
Monz
Die Liste der Biografien führt alle Personen auf, die in der deutschsprachigen Wikipedia einen Artikel haben. Dieses ist eine Teilliste mit 94 Einträgen von Personen, deren Namen mit den Buchstaben „Mons“ beginnt.

## Mons
- Mons, Anna (1672–1714), Geliebte von Peter dem Großen
- Mons, Jean-Baptiste van (1765–1842), belgischer Wissenschaftler
- Mons, Jewgeni Wladimirowitsch (* 1989), russischer Eishockeyspieler
- Mons, Léon (* 1995), deutscher Schachgroßmeister
- Mons, Ute (* 1981), deutsche Wissenschaftlerin, Professorin für Public Health
- Mons, Wilhelm (1938–2025), deutscher Mathematiker und Fußballspieler
- Mons, Willem (1688–1724), deutschstämmiger Vertrauter Katharinas I. von Russland

### Monsa
- Monsaingeon, Bruno (* 1943), französischer Geiger, Filmregisseur und Schriftsteller
- Monsallier, Jules (1907–1972), französischer Fußballspieler
- Monsalve Mejía, Darío de Jesús (* 1948), kolumbianischer Geistlicher, emeritierter römisch-katholischer Erzbischof von Cali
- Monsalve, David (* 1988), kanadisch-kolumbianischer Fußballtorwart
- Monsalve, Héctor (* 1934), kolumbianischer Radrennfahrer
- Monsalve, Miguel (* 2004), kolumbianischer Fußballspieler
- Monsalve, Nacho (* 1994), spanischer Fußballspieler
- Monsalve, Yonathan (* 1989), venezolanischer Straßenradrennfahrer
- Monsarrat, Nicholas (1910–1979), britischer Autor

### Monsb
- Monsberger, Marcel (* 2001), österreichischer Fußballspieler

### Monsc
- Monsch, Georg (1847–1934), deutscher Politiker (SPD)
- Monschau, Gabriele (* 1974), deutsche Juristin, Vizepräsidentin des Bundesnachrichtendienstes
- Monschau, Karl von (* 1944), deutscher Maler der Moderne und Objektkünstler
- Monschauer, Winfried (1949–2022), deutscher Historiker
- Monschaw, Franz Rudolf von (1760–1841), deutscher Politiker und Oberbürgermeister der Stadt Köln
- Monschaw, Peter Joseph von (1768–1840), Landrat des Kreises Kempen (1816 bis 1837)
- Monschaw, Rudolph von (1826–1911), deutscher Offizier, Landwirt und Abgeordneter
- Monschein, Christoph (* 1992), österreichischer FußballspielerChristoph Monschein (* 1992)

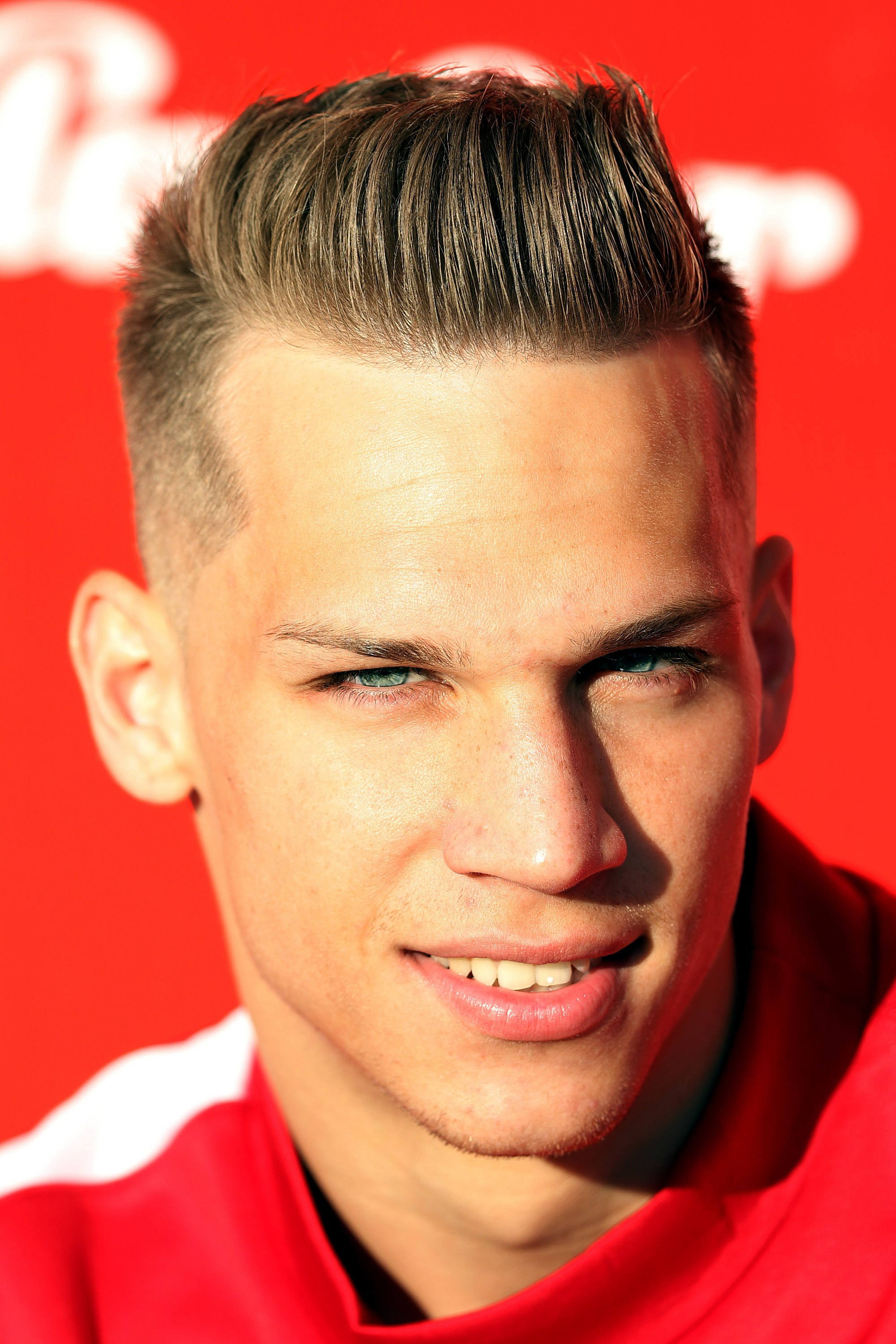
Christoph Monschein (* 1992)

- Monschein, Johanna (1907–1997), österreichische Diplomatin und Kinderbuchforscherin
- Monschein, Nina (* 1990), österreichische Sängerin, Schauspielerin und Songwriterin
- Monschi Ghomi, Ahmad (* 1547), iranischer Kalligraf und Autor

### Monse
- Monse, Franz (1882–1962), Großdechant der Grafschaft Glatz und Generalvikar des Erzbistums Prag in Preußen
- Monse, Georg Gotthold (1751–1811), deutscher Buchdrucker
- Monse, Josef Wratislaw von (1733–1793), mährischer Rechtswissenschaftler, Historiker und Hochschullehrer
- Monse, René (1968–2017), deutscher Boxer
- Monse, Steven (* 1990), deutscher Basketballspieler
- Monsecour, Nora (* 1996), belgische Tänzerin
- Monsegur, Hector Xavier (* 1983), US-amerikanischer Cracker und Mitgründer der Hackergruppe LulzSec
- Monseignat, Adeline de (* 1987), niederländisch-monegassische Künstlerin
- Monselesan, Antonio (1941–2015), italienischer Schauspieler und Boxtrainer
- Monselet, Charles (1825–1888), französischer Schriftsteller, Journalist und Librettist
- Monsell, William, 1. Baron Emly (1812–1894), anglo-irischer Grundbesitzer und liberaler Politiker
- Monsels, Eddy (1948–2023), surinamischer Leichtathlet
- Monsels, Sammy (* 1953), surinamischer Leichtathlet
- Monsen, Arild (* 1962), norwegischer Skilangläufer
- Monsén, Felix (* 1994), schwedischer Skirennläufer
- Monsen, Magdalon (1910–1953), norwegischer Fußballspieler
- Monsen, Marcus (* 1995), norwegischer Skirennläufer
- Monsen, Marte (* 2000), norwegische Skirennläuferin
- Monsen, Nina Karin (* 1943), norwegische Moralphilosophin und Autorin
- Monsen, Rolf (1899–1987), US-amerikanischer nordischer Skisportler
- Monsen, Tindra (* 1999), schwedische Schauspielerin
- Monsengwo Pasinya, Laurent (1939–2021), kongolesischer Geistlicher, emeritierter römisch-katholischer Erzbischof von Kinshasa, Kardinal
- Monserdà, Dolors (1845–1919), spanische Feministin, Sozialaktivistin, Dichterin und Autorin
- Monseré, Jean-Pierre (1948–1971), belgischer Radrennfahrer

### Monsh
- Monshausen, Mirco (* 1977), deutscher Schauspieler
- Monshipour, Mahyar (* 1975), französischer Boxer im Superbantamgewicht

### Monsi
- Monsi-Agboka, Lucien (1926–2008), römisch-katholischer Bischof von Abomey, Benin
- Monsieur Mosse (1932–1992), finnischer Visagist
- Monsigny, Pierre-Alexandre (1729–1817), französischer Opern-Komponist
- Monsiváis, Carlos (1938–2010), mexikanischer Journalist, Kolumnist, Essayist, Kritiker und Historiker
- Monsiváis, Desirée (* 1988), mexikanische Fußballspielerin

### Monsk
- Monski, Alexander (1840–1912), deutscher Ingenieur, Unternehmer, Erfinder und Freimaurer
- Monsky, Paul (* 1936), US-amerikanischer Mathematiker

### Monsl
- Monslow, Walter, Baron Monslow (1895–1966), britischer Politiker (Labour Party), Mitglied des House of Commons und Gewerkschaftsfunktionär

### Monsm
- Monsma, Karl Martin, brasilianischer Soziologe

### Monso
- Monson, Alicia (* 1998), US-amerikanische Leichtathletin
- Monson, David Smith (* 1945), US-amerikanischer Politiker
- Monson, Edmund, 1. Baronet (1834–1909), britischer Diplomat, Gesandter in Argentinien, Belgien, Dänemark und Griechenland, Botschafter in Frankreich und Österreich-Ungarn
- Monson, Edmund, 3. Baronet (1883–1969), britischer Diplomat
- Monson, Ingrid (* 1955), US-amerikanische Jazzforscherin und -trompeterin
- Monson, Jeff (* 1971), russischer Kampfsportler
- Monson, John, 11. Baron Monson (1932–2011), britischer Politiker
- Monson, Levinus (1792–1859), US-amerikanischer Jurist
- Monson, Shaun, Regisseur
- Monson, Thomas S. (1927–2018), 16. Präsident der Kirche Jesu Christi der Heiligen der Letzten Tage
- Monson, Wally (1908–1988), kanadischer Eishockeyspieler und -trainer
- Monson-Baumgart, Isolde (1935–2011), deutsche Grafikerin und Hochschullehrerin
- Monsoon, Jinkx (* 1987), US-amerikanische Dragqueen, Sängerin, Schauspielerin
- Monsoor, Michael Anthony (1981–2006), US-amerikanischer SoldatMichael Anthony Monsoor (1981–2006)

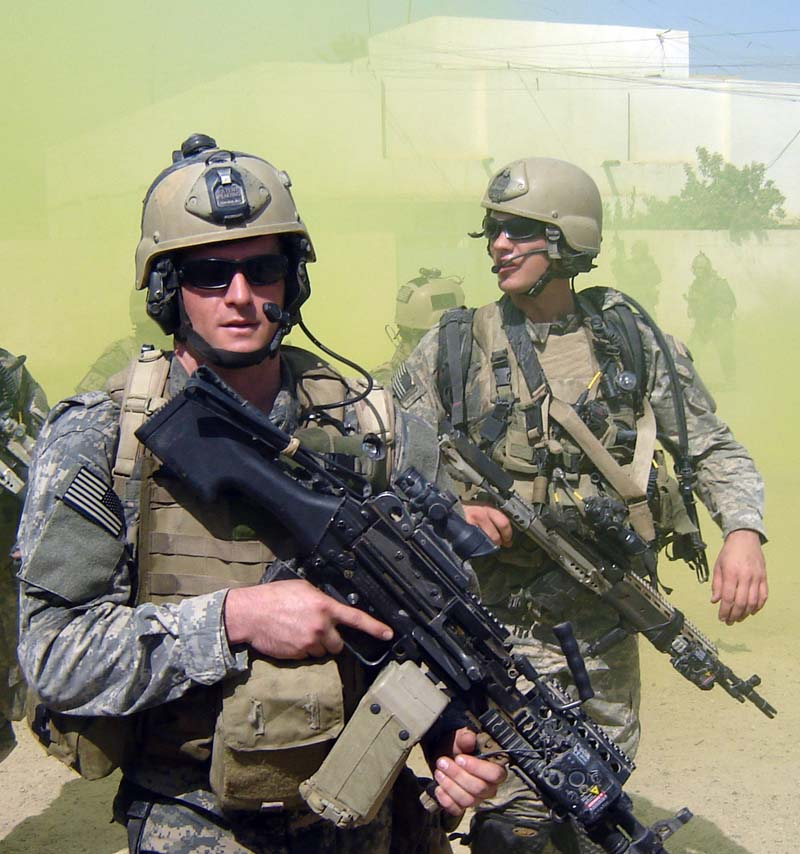
Michael Anthony Monsoor (1981–2006)

- Monsoreau, Sylvain (* 1981), französischer Fußballspieler
- Monsorno, Nicole (* 2000), italienische Skilangläuferin

### Monsp
- Monspart, Sarolta (1944–2021), ungarische Orientierungsläuferin
- Monsperger, Joseph Julius (* 1724), österreichischer römisch-katholischer Theologe und Hochschullehrer

### Monss
- Monssen, Carl (1921–1992), norwegischer Ruderer
- Monssen-Engberding, Elke (* 1950), deutsche Juristin, Vorsitzende der BPjM

### Monst
- Monstadt, Dietrich (* 1957), deutscher Politiker (CDU), MdB
- Mønsted, Peder Mørk (1859–1941), dänischer Landschaftsmaler
- Monstein, Andrin (* 1992), Schweizer Politiker (Grünliberale Partei)
- Monstein, Dimitri (* 1991), Schweizer Jazzmusiker (Schlagzeug, Komposition, Orchesterleitung)
- Mönster, Jub (* 1949), deutscher Maler und Zeichner
- Monsterberg, Christian Sylvius von (* 1693), preußischer Landrat
- Monsterberg, Christian Sylvius von (1724–1802), preußischer Landrat
- Monsterberg, Elimar von (1872–1945), deutsche Dichterin, Schriftstellerin und Journalistin
- Monsterberg, Karl von (1781–1855), preußischer Generalleutnant, Kommandeur der 13. Division
- Monstrelet, Enguerrand de († 1453), französischer Chronist

### Monsu
- Monsul, Kateryna (* 1981), ukrainische FußballschiedsrichterinKateryna Monsul (* 1981)

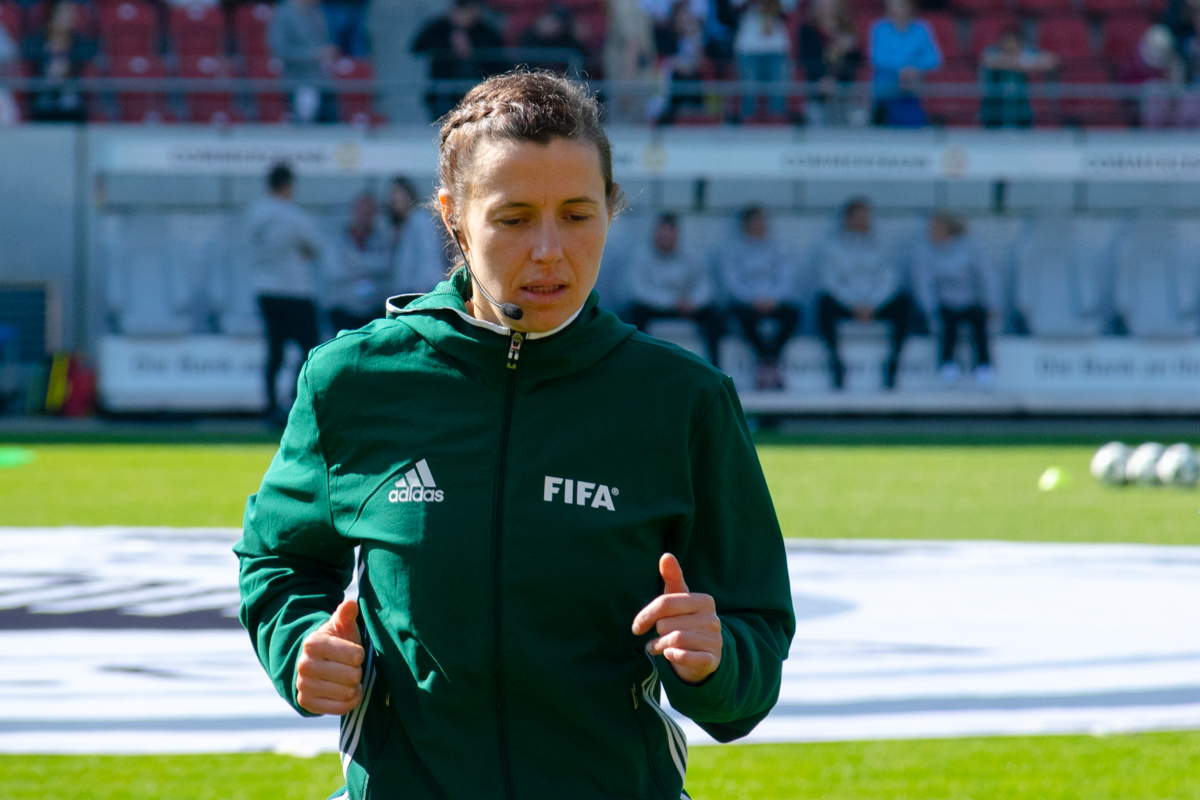
Kateryna Monsul (* 1981)